# Pierre Morain
Pour l’article ayant un titre homophone, voir Pierre Morin.
Pour les articles homonymes, voir Pierre Morain (peintre) et Morain.
Pierre Morain, né le 12 avril 1930 à Saint-Germain-en-Laye (Seine-et-Oise) et mort le 27 mai 2013 à Verrières (Aveyron), est un ouvrier carreleur, syndicaliste, militant communiste libertaire et anticolonialiste.
Arrêté le 29 juin 1955, il est le premier militant français emprisonné (un an d’incarcération) pour son soutien aux indépendantistes algériens.

## Biographie
En 1953, ouvrier carreleur, il adhéra au du Syndicat Unique du bâtiment (SUB) de la Confédération nationale du travail et en devint le secrétaire. Il fut cependant mal à l'aise dans les querelles qui déchiraient alors la CNT-F et rejoignit, à l'été 1954, la Fédération communiste libertaire (FCL).

## Le premier Français métropolitain condamné dans le conflit algérien
En accord avec le Mouvement National Algérien (MNA) de Messali Hadj, il est envoyé en avril 1955 dans le Nord de la France pour y favoriser les contacts entre nationalistes algériens et syndicalistes français. Il travaille le jour comme manœuvre terrassier chez Carette-Duburcq et diffuse le soir Le Libertaire dans les cafés algériens. Le journal consacre une large place à l’activité des révolutionnaires algériens et Pierre Morain rédige plusieurs articles importants consacrés à la vie quotidienne des Algériens de Roubaix.
Le 1er mai 1955, il participe à Lille aux violents affrontements survenus lors de la manifestation entre les forces de l’ordre et les travailleurs algériens porteurs de banderoles réclamant L’Algérie libre.
Militant du Mouvement de Libération Anticolonialiste (MLA) qui, à Paris, rassemble des anarchistes, des trotskistes et des militants de la mouvance qui deviendra la nouvelle gauche, il rédige un tract qu'il dépose aux arrêts de bus de Roubaix, Tourcoing et Croix. Une patrouille des douanes l’interpelle et l'interrogent pour savoir s’il est l’auteur de l’article sur le 1er mai à Lille publié dans Le Libertaire. Il est arrêté le 29 juin.
Incarcéré à la prison de Loos et il est inculpé, avec plusieurs responsables du MNA, pour « reconstitution de ligue dissoute » pour sa participation à la manifestation du 1er mai. C'est le premier Français métropolitain condamné dans le conflit algérien,.
Lors du procès devant le Tribunal Correctionnel de Lille, lorsque le Président lui demande pourquoi en tant que Français il a manifesté avec les travailleurs algériens, il répond : « Moi, je ne suis pas français, je suis ouvrier ». il est condamné à 5 mois de prison. À la fin du mois de septembre, à la suite de l'appel du parquet, la Cour d’Appel de Douai, alourdi la peine à un an. Le procureur précise à l'audience dans son réquisitoire : « Pour Morain, le cas est plus grave, car, Messieurs, Morain est français… »
Sous l'impulsion de Claude Bourdet, un « Comité pour la libération de Pierre Morain et pour la défense des libertés démocratiques » se constitue à Paris, regroupant Jean Cassou, Daniel Guérin, Georges Fontenis, André Marty, Jean-Marie Domenach et animé par deux militants anarchistes, Jacques Danos et Armand Robin. Le 17 novembre 1955, L’Express publie une note en soutien signée Albert Camus : « Pour en rester aux vulgarités, je signale qu'un jeune militant, Pierre Morain, a été placé sous les verrous pour avoir manifesté un mauvais esprit en matière de politique algérienne. La protestation jusqu'à présent a été limitée à d'étroits secteurs de l'opinion, Morain ayant le double tort d'être ouvrier et libertaire. »,,

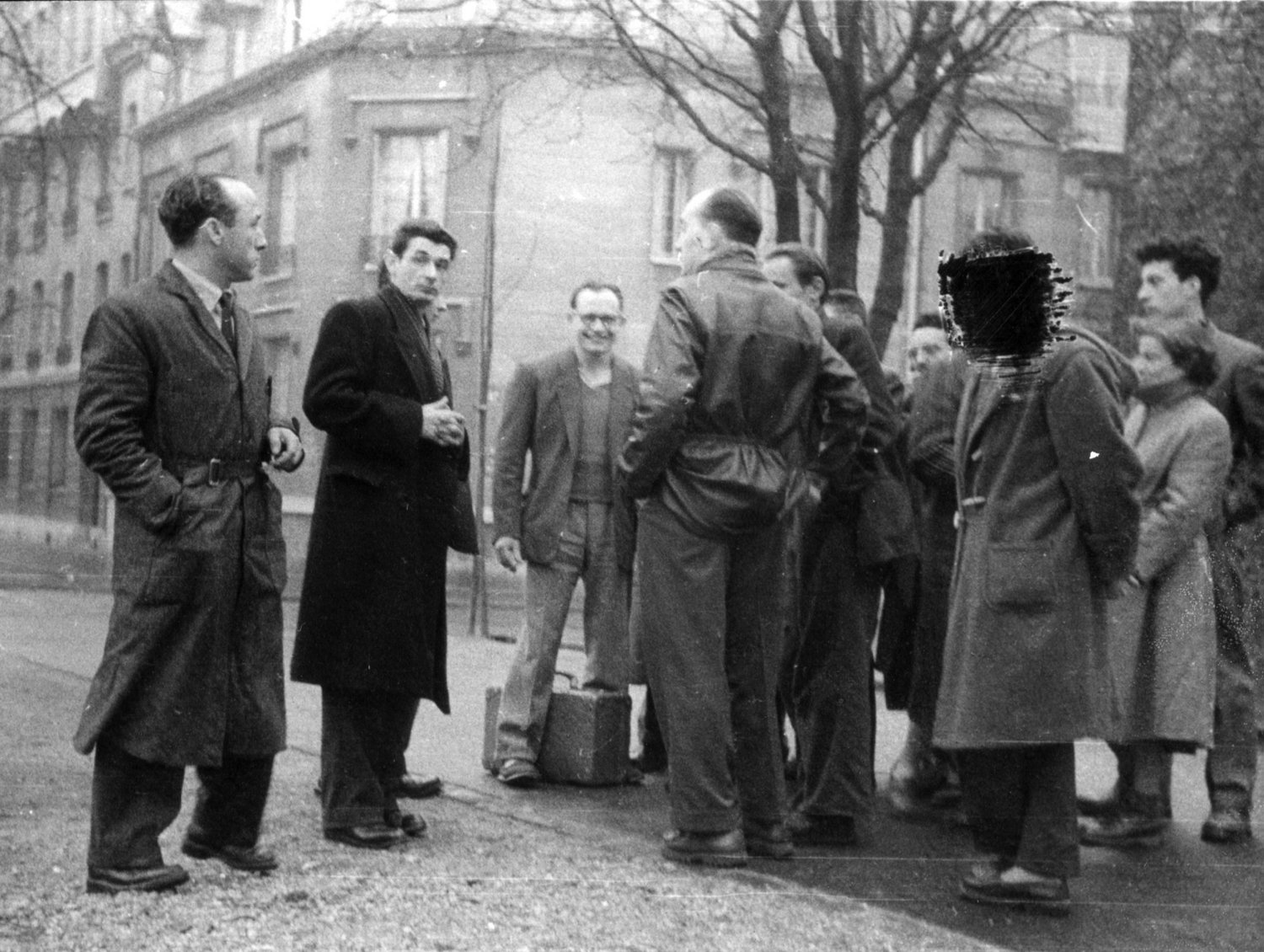
Libération de Pierre Morain, en mars 1956, accueilli à la sortie de la Santé.

Le 8 décembre, il est transféré à la prison de la Santé en application d’un mandat d’amener délivré par un juge d’instruction de la Seine pour « atteinte à la sûreté extérieure de l’État » à la suite d'un article anticolonialiste paru avant son incarcération dans Le Libertaire. L’instruction traîne en longueur et finalement, il est libéré en mars 1956.
À sa sortie de prison, il rencontre Suzanne Gouillardon avec laquelle il vit jusqu'à la fin de sa vie.
En janvier 1957, il est arrêté pour avoir participé à l’attaque d'un local du mouvement poujadiste à Paris. Il est incarcéré à la Santé puis à Poissy jusqu’au printemps 1958.

## Mai 68 et le Larzac
Fin 1957, la FCL est démantelée par la répression. Il s’installe dans la Nièvre où il milite à la CGT du bâtiment de Nevers et adhère au PCF dont il est exclu dans les années 1960 pour « orientation pro-chinoise ».
Après les événements de Mai 68, il est attiré un temps par le dynamisme des mao-spontexs de la Gauche prolétarienne, avant de se rapprocher, en 1974, de l’Organisation révolutionnaire anarchiste (ORA).
En 1976, il s'installe sur le plateau du Larzac et participe, avec sa compagne, à la lutte des agriculteurs contre l’extension du camp militaire.
Il continue son activité militante : soutien aux Kanaks dans les années 1980, à la Confédération paysanne dans les années 1990.
Dans les années 2000, il devient membre de la coordination de la Campagne Civile Internationale pour la Protection du Peuple Palestinien (CCIPPP).
Le 27 mai 2013, il meurt à 83 ans. Le 30 mai, deux cents personnes assistent à son enterrement au hameau de Saint-Martin-du-Larzac.

### Audiovisuel
- Guillaume Lenormant, Daniel Goude, Une résistance oubliée (1954-1957). Des libertaires dans la guerre d’Algérie, DVD, 2001, « voir en ligne ».
- Mort de Pierre Morain, grand militant de la cause palestinienne, CCIPPP, 2011, « voir en ligne ».
- Alter Echo, Hommage à Pierre Morain, Radio Larzac, 30 mai 2013, « écouter en ligne ».

### Articles de presse
- Guillaume Davranche, Nécrologie : Pierre Morain, « pas français, ouvrier », Alternative libertaire, été 2013, « texte intégral ».
- Millau. Hommage à Pierre Morain, La Dépêche du Midi, 18 juillet 2013, « texte intégral ».

## Notices
- Dictionnaire biographique du mouvement ouvrier français, « Le Maitron » : « notice biographique ».
- Dictionnaire international des militants anarchistes : « notice biographique ».
- Centre International de Recherches sur l'Anarchisme (Lausanne) : « notice bibliographique ».
- Catalogue général des éditions et collections anarchistes francophones : « notice bibliographique ».
- René Bianco : 100 ans de presse anarchiste - « notice »
- La presse anarchiste : « articles en ligne ».
- Libcom : « notice biographique ».